# Aeneas de Caprara
Grof Aeneas Sylvius de Caprara (tudi Enea Silvio oz. Äneas Sylvius von Caprara), avstrijski feldmaršal, * 1631, Bologna, † 3. februar 1701.